# Regiunea Sverdlovsk
Regiunea Sverdlovsk este o regiune a Rusiei, localizată în Munții Urali. Capitala regiunii este orașul Ecaterinburg, care se numea în perioada sovietică Sverdlovsk.

## Geografie
Suprafața regiunii este 194,800 km². Majoritatea regiunii se află în partea de est a munților Urali (zona asiatică a Rusiei), doar partea de sud-vest a regiunii se află în Europa.
Regiunea Sverdlovsk se învecinează cu Regiunea Perm la vest, Republica Komi la nord, districtul autonom Hantia-Mansia la nord-est, regiunea Tiumen la sud-est, regiunile Curgan, Celiabinsk și Republica Bașcortostan la sud.

## Demografie
La recensămîntul din 2002 populația era de 4,486,214 locuitori, din care 3,943,529 în mediul urban și 542,685 în mediul rural).
Pe naționalități, populația se împărțea: ruși 89%, tătari 3,75%, ucraineni 1,2%, bașchiri 0,8% ș.a.